# Bruno Gollnisch
Bruno Gollnisch (født 28. januar 1950 i Neuilly-sur-Seine, Frankrig) er en fransk politiker, der (pr. september 2008) er næstformand for højrefløjspartiet Front National, som han samtidig repræsenterer i Europa-Parlamentet. I Europa-Parlamentet var han tidligere formand for den nu nedlagte gruppe Identity, Tradition, Sovereignty.